# Bildungsgang
Ein Bildungsgang ist in einem Bildungssystem die schulische, hochschulische oder berufliche Ausbildung zu dem jeweiligen Abschluss (Schulabschluss, Hochschulabschluss, Berufsschulabschluss).
Beispiele: „Bildungsgang Gymnasium“, „Bildungsgang Hauptschule“, „Bildungsgang Masterstudium“, „Bildungsgang Informationstechnischer Assistent“.
Benannt wird dabei üblicherweise nur der höchstwertige Abschluss des gesamten Bildungsgangs, Aufbauendes durch mehrere Stufen des Bildungssystems wird vorausgesetzt (wie Abschluss der Primarstufe/Grundschule für weitere Schulen, oder ein schulischer Abschluss zur Hochschulreife für universitäre Bildungsgänge; Lehrabschluss oder anderer Berufsbefähigungsnachweis für eine Meisterprüfung). Varianten oder Sonderzugänge werden aber oft genannt (wie „Gymnasiumsabschluss im zweiten Bildungsweg“, „Bildungsgang Industriemechaniker an einem Berufskolleg“).